# Tilo Prückner
Tilo Prückner, né le 26 octobre 1940 à Augsbourg (Bavière) et mort le 2 juillet 2020 à Berlin, est un acteur et auteur allemand.

## Filmographie

### Cinéma
- 1971 : Apokal : Miles
- 1974 : La Déchéance de Franz Blum : Zick Zack
- 1976 : Sternsteinhof : Muckerl
- 1976 : Bomber & Paganini : Paganini
- 1977 : Grete Minde : Gerd Minde
- 1979 : Lena Rais : Albert Rais
- 1979 : Willi Busch Reporter : Willi Busch
- 1979 : La Maladie de Hambourg : Fritz
- 1982 : La Montagne magique : Lehrer Popow
- 1984 : L'Histoire sans fin : Wuschwusul
- 1984 : Wenn ich mich fürchte... : Theo Schuster
- 1989 : Le Dernier Chemin de Waller : Paul Schönfaerber
- 1993 : Petites Musiques de chambre : le professeur
- 1998 : Les Héritiers : Großknecht
- 2001 : Goebbels und Geduldig (en) : Heinrich Hoffmann
- 2007 : Les Faussaires : Hahn
- 2008 : Mel & Jenny (Mein Freund aus Faro) : Willi Wandel
- 2009 : Whisky avec Vodka : Wirt Landgasthof
- 2009 : Village People 2 : Adolf Hitler
- 2012 : Iron Sky : Dr Richter
- 2012 : Little Thirteen : Holger Schreiber
- 2013 : Whisper : Libres comme le vent : M. Kaan

### Télévision
- 1982 : Liszt Ferenc : Wagner (4 épisodes)
- 1986-2013 : Un cas pour deux : plusieurs personnages (9 épisodes)
- 1987 : La Tante de Frankenstein : Sepp (6 épisodes)
- 1988 : Liebling Kreuzberg : Oliver Bonk (1 épisode)
- 1988 : Der Fahnder : Sigi (1 épisode)
- 1989 : Traffik, le sang du pavot : Dieter (4 épisodes)
- 1992-2010 : Tatort : Eduar Holicek et autres personnages (22 épisodes)
- 1993-1999 : Adelheid und ihre Mörde : Gernot Schubert (26 épisodes)
- 1994 : Commissaire Léa Sommer : Wolf Kessler (1 épisode)
- 1995-2006 : Balko : Heinrich Kurz (2 épisodes)
- 1996 : En quête de preuves : Werner Hinze (1 épisode)
- 1997 : Police 110 : Rene Schmeidle (1 épisode)
- 1998 : Wolff, police criminelle : Brubeck (1 épisode)
- 1999 : Une équipe de choc : Busch (1 épisode)
- 1999 : Le Clown : Lazlo Puskas (1 épisode)
- 1999 : Klemperer, ein Leben in Deutschland : Weinstein (4 épisodes)
- 1999 : Une lueur d'espoir : H. Blumenberg
- 2001 : Helicops : Dr Weigand et Michael Buckmann (2 épisodes)
- 2002 : Duo de maîtres : Paulsen (1 épisode)
- 2003-2013 : Kommissarin Lucas : Max (19 épisodes)
- 2004 : Commissaire Brunetti : Ludovico Da Prè (1 épisode)
- 2005 : Quatuor pour une enquête : August Sauerbier (1 épisode)
- 2006 : Le Naufrage du Pamir : Helmut Klimsch
- 2008 : Post mortem : Wolfgang Karlsen (1 épisode)
- 2008, 2014 : Alerte Cobra : Harald Kowalski, Arthur Asmussen (2 épisodes)
- 2009-2011 : Le Renard : Grego Kistler et Willi Lederer (2 épisodes)
- 2010 : Soko brigade des stups : Peter Klages (1 épisode)
- 2011 : Brigade du crime : Ernst Oswald (1 épisode)
- 2013 : Un cas pour deux- Un locataire gênant (saison 32, épisode 3) : Richard Pritz
- 2015 : Un mouton nommé Elvis (Kleine Ziege, sturer Bock) (téléfilm) : le père de Jakob